# Рудика Сергій Олександрович
Сергі́й Олекса́ндрович Руди́ка (14 червня 1988, Запоріжжя) — український футболіст, півзахисник «Дніпра» (Могильов).

## Біографія
Сергій народився 14 червня 1988 року в футбольному середовищі: його батько Олександр Рудика і дядько Олексій Рудика грали на високому рівні у футбол, зокрема і за запорізький «Металург» в 1970-ті роки.
Сергій також став вихованцем запорізького «Металурга». Перший тренер — Булгаков Є. В.
На професійному рівні почав грати 2005 року в другій команді «Металурга», що виступала у другій лізі, де і виступав до 2007 року. В Прем'єр-лізі дебютував 3 серпня 2008 року в матчі проти луганської «Зорі» (0:0). Проте основним гравцем команди не був, виходячи здебільшого на заміну.
У другій половині сезону 2009/10 на правах оренди виступав за луганську «Зорю», де зіграв в десяти матчах, після чого повернувся в Запоріжжя.
За підсумками сезону 2010/11, в якому Рудика зіграв лише 8 ігор, «Металург» посів останнє 16 місце і вилетів в Першу лігу. У другому за рівнем дивізіоні Сергій, скориставшись тим, що команду покинуло ряд основних гравців, зміг стати основним гравцем команди, зігравши 26 ігор, в яких забив чотири голи і допоміг клубу повернутись назад в Прем'єр-лігу, де продовжив бути основним півзахисником клубу. У літнє міжсезоння 2014 року у Рудики був шанс перейти в ужгородську «Говерлу». Але клуби не змогли домовитися до закриття трансферного вікна. У червні 2015 року разом з рядом інших гравців залишив «Металлург».
У липні підписав контракт з харківським «Металістом». У складі нової команди дебютував 5 липня 2015 року в матчі першого туру чемпіонату України 2015/16 проти львівських «Карпат» (2:0). Головний тренер Олександр Севідов виставив Рудику в основному складі, проте Сергій не зміг дограти всю гру, отримавщи на 89 хвилині перше в своїй професійній кар'єрі вилучення. Наприкінці листопада того ж року покинув харківський клуб.
Наприкінці березня 2016 року став гравцем солігорського «Шахтаря». На початку серпня того ж року перейшов до складу львівських «Карпат», підписавши дворічний контракт, але вже 1 листопада 2016 року було офіційно повідомлено, що клуб припинив співпрацю з Рудикою за взаємною згодою.
У січні 2017 року приєднався до лав маріупольського «Іллічівця», підписавши контракт до кінця сезону. Влітку 2017 року Рудика продовжив контракт із «Маріуполем», але вже в грудні сторони вирішили не підписувати нову угоду.
У березні 2018 року знову опинився в Білорусі, підписавши контракт з могильовським «Дніпром».

### Кар'єра у збірній
У молодіжній збірній України до 21 року провів один матч проти однолітків з Польщі (1:3).